# Бро (Кот-д’Ор)
Бро (фр. Braux) — коммуна во Франции, находится в регионе Бургундия. Департамент коммуны — Кот-д’Ор. Входит в состав кантона Преси-су-Тий. Округ коммуны — Монбар.
Код INSEE коммуны — 21101.

## Население
Население коммуны на 2010 год составляло 175 человек.
| 1962 | 1968 | 1975 | 1982 | 1990 | 1999 | 2010 |
| ---- | ---- | ---- | ---- | ---- | ---- | ---- |
| 193  | 170  | 156  | 140  | 146  | 167  | 175  |

## Экономика
В 2010 году среди 111 человек трудоспособного возраста (15—64 лет) 89 были экономически активными, 22 — неактивными (показатель активности — 80,2 %, в 1999 году было 74,2 %). Из 89 активных жителей работали 86 человек (45 мужчин и 41 женщина), безработных было 3 (1 мужчин и 2 женщины). Среди 22 неактивных 5 человек были учениками или студентами, 14 — пенсионерами, 3 были неактивными по другим причинам.